# Nathdwara
Nathdwara là một thành phố và khu đô thị của quận Rajsamand thuộc bang Rajasthan, Ấn Độ.

## Địa lý
Nathdwara có vị trí 24°56′B 73°49′Đ / 24,93°B 73,82°Đ Nó có độ cao trung bình là 585 mét (1919 feet).

## Nhân khẩu
Theo điều tra dân số năm 2001 của Ấn Độ, Nathdwara có dân số 37.007 người. Phái nam chiếm 52% tổng số dân và phái nữ chiếm 48%. Nathdwara có tỷ lệ 73% biết đọc biết viết, cao hơn tỷ lệ trung bình toàn quốc là 59,5%: tỷ lệ cho phái nam là 80%, và tỷ lệ cho phái nữ là 65%. Tại Nathdwara, 13% dân số nhỏ hơn 6 tuổi.